# 西加南子
西 加南子（にし かなこ、旧姓：伊藤 加奈子（いとう かなこ）、1970年〈昭和45年〉12月13日 - ）は、日本の女子自転車競技選手。
静岡県出身。千葉県市川市在住。LUMINARIA所属。

## 経歴
静岡県掛川市城北町出身。静岡県立掛川西高等学校時代は陸上中長距離、日本大学短期大学部在学時にはトライアスロン、二松学舎大学編入学後はロードレースへ転向。
自転車ショップ「スポルトピーノ」に所属。
1994年に千葉県船橋市のズノウイーストに移籍。
1995年春に大学卒業後、本格的に自転車競技を開始し、初出場となる全日本自転車競技選手権大会では7位。
1998年にリマサンズ厚木に移籍。
リマサンズ解散に伴い、2000年にラバネロに移籍。
その年の全日本自転車競技選手権大会（シドニーオリンピック選考レース）は3位（優勝：沖美穂・2位：森本朱美）。
2005年は、全日本自転車競技選手権大会で4位（優勝：沖美穂・2位：唐見実世子・3位：真下正美）、
三笠宮杯ツール・ド・とうほくで総合3位（優勝：森本朱美・2位：村中恵美子）、ジャパンカップ3位（優勝：沖美穂・2位：萩原麻由子）。
2006年はナショナルチームに選出されAustralia・New Zealand遠征、三笠宮杯ツール・ド・とうほくを日本代表として戦った。
2007年・2008年は日本代表に選出されることはなかった。
2009年はグローブライド株式会社がメインスポンサーである「Team Focus Outdoor Products」に移籍。
全日本自転車競技選手権大会で史上最年長の38歳で優勝。直後にIndonesiaで開催された第29回アジア自転車競技選手権大会では5位。また香港で開催された東アジア競技大会の日本代表にも選抜された。
2010年はダイナソア株式会社がメインスポンサーである「LUMINARIA」に移籍。
全日本自転車競技選手権大会2位（優勝：萩原麻由子・3位片山梨絵）
ジャパンカップオープン女子優勝（2位片山梨絵・3位明珍裕子）
年間9勝を挙げる。
2011年
全日本自転車競技選手権大会3位（優勝：萩原麻由子・2位片山梨絵）
第3回全日本ステージ・レースinいわて総合優勝（2位森本朱美・3位井上玲美）
ジャパンカップオープン女子2連覇（2位上野みなみ・3位針谷千紗子）
2010年と同じく年間9勝を挙げる。